# Isolotti di Paduleddi
Gli isolotti di Paduleddi sono un gruppo di isolotti del mar Tirreno situati tra le isole di Budelli e Santa Maria, nella Sardegna nord-orientale.

Appartengono amministrativamente al comune di La Maddalena e si trovano all'interno del parco nazionale dell'Arcipelago di La Maddalena.